# Simon de la Vallée

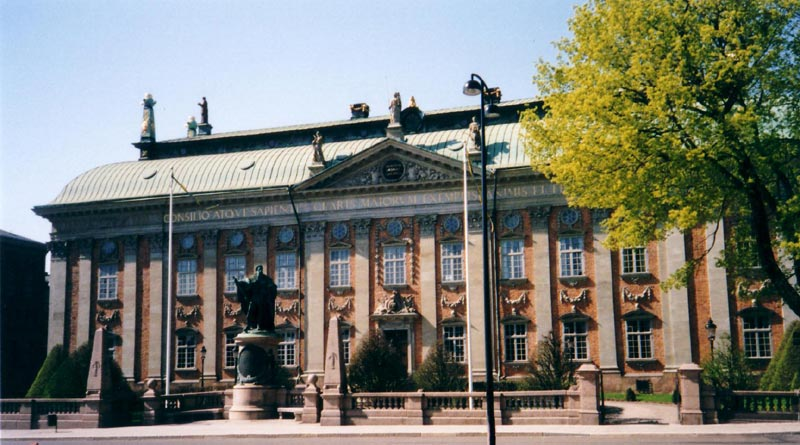
Riddarhuset

Simon de la Vallée (* um 1600; † 28. November 1642 in Stockholm) war ein französisch-schwedischer Architekt. Er war der erste ausgebildete Architekt in Schweden und gilt als Begründer des Architektenberufes in Schweden.
Simon de la Vallée wurde um 1600 als Sohn des Architekten Marin de la Vallée in Frankreich geboren. Nach Studienreisen, u. a. nach Syrien, Jerusalem und Persien, arbeitete er zuerst in Paris, danach in Holland, und kam 1637 nach Schweden. Als erster ausgebildeter Architekt bekam er sofort eine Reihe von Aufträgen, unter anderem für das Schloss Tidö und das Schloss Hässelby. Auch in Stockholm plante er zahlreiche Palais.
1641 wurde er mit der Planung des Repräsentationsgebäudes des schwedischen Adels, dem Ritterhaus (Riddarhuset), beauftragt. Der Bau war gerade begonnen worden, als Simon de la Valée am 20. November 1642 von einem stadtbekannten Raufbold, dem Obersten Erik Oxenstierna, niedergeschlagen wurde und acht Tage später seinen Verletzungen erlag. Da aber Erik Oxenstierna dem schwedischen Hochadel angehörte, kam er durch die Hilfe seiner Verwandten, vor allem des Reichskanzlers Axel Oxenstierna, mit einer Geldstrafe anstatt der Todesstrafe davon.
Simon de la Vallées Projekte wurden von seinem Sohn, dem Architekten Jean de la Vallée, weitergeführt.
| Personendaten    | Personendaten                      |
| ---------------- | ---------------------------------- |
| NAME             | Vallée, Simon de la                |
| ALTERNATIVNAMEN  | De la Vallée, Simon                |
| KURZBESCHREIBUNG | französisch-schwedischer Architekt |
| GEBURTSDATUM     | um 1600                            |
| STERBEDATUM      | 28. November 1642                  |
| STERBEORT        | Stockholm                          |